# Sanremo-Festival 2018

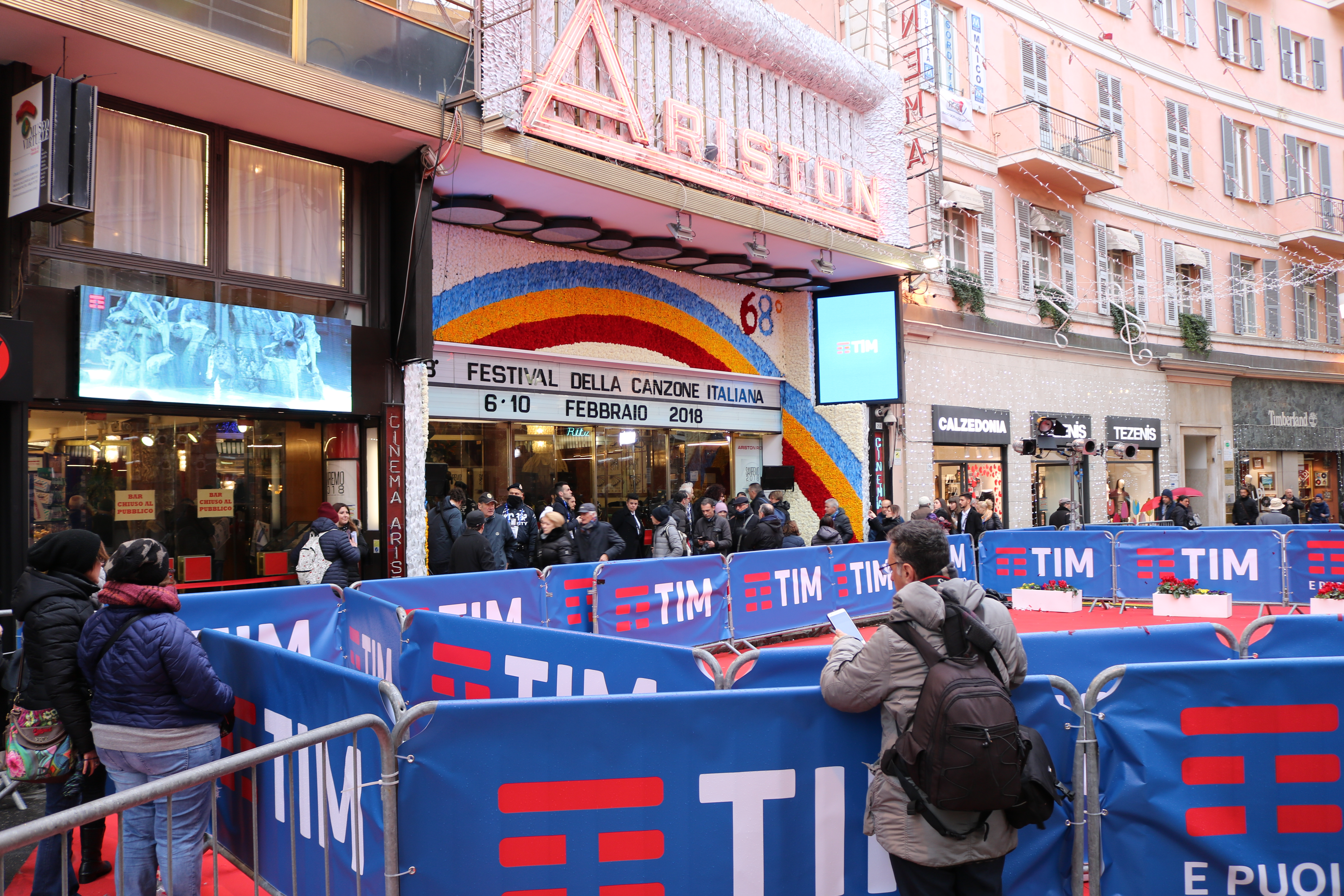
Sanremo-Festival 2018

Die 68. Ausgabe des Festival della Canzone Italiana di Sanremo fand 2018 vom 6. bis zum 10. Februar im Teatro Ariston in Sanremo statt und wurde von Claudio Baglioni, Pierfrancesco Favino und Michelle Hunziker moderiert. Gewinner des Wettbewerbs war das Duo aus Ermal Meta und Fabrizio Moro mit Non mi avete fatto niente; die beiden vertraten Italien auch beim Eurovision Song Contest 2018.

## Organisation

### Allgemein
Das Festival wurde vom öffentlich-rechtlichen Rundfunk Italiens RAI organisiert. Baglioni moderierte das Festival zum ersten Mal und war gleichzeitig künstlerischer Leiter (direttore artistico) der Veranstaltung. Für Michelle Hunziker war es nach 2007 (damals an der Seite von Pippo Baudo) die zweite Moderation, der Schauspieler Pierfrancesco Favino hingegen trat wie Baglioni das erste Mal in Erscheinung. Für die musikalische Leitung (direzione musicale) war Geoffrey Martin Westley verantwortlich, die Bühnenausstattung stammte von Emanuela Trixie Zitkowsky und Regie führte Duccio Forzano.

### Presseraum
Als Presseraum (Sala Stampa) wird die aus Radio- und TV-Journalisten zusammengesetzte Jury bezeichnet, deren Abstimmung an allen Abenden 30 % der Wertung ausmachte.

### Expertenjury
Die Expertenjury (giuria degli esperti) stimmte am vierten und fünften Abend ab, wobei ihre Abstimmung jeweils 20 % der Gesamtwertung ausmachte. Sie setzte sich aus den folgenden acht Personen zusammen:
- Pino Donaggio (Musiker) – Präsident
- Giovanni Allevi (Musiker)
- Serena Autieri (Schauspielerin)
- Milly Carlucci (Fernsehmoderatorin)
- Gabriele Muccino (Regisseur)
- Rocco Papaleo (Schauspieler)
- Mirca Rosciani (Musikerin)
- Andrea Scanzi (Journalist)

### Demoskopische Jury
Die demoskopische Jury (giuria demoscopica) stellte eine Stichprobe aus 300 zufällig ausgewählten Musikkonsumenten dar, die von zuhause aus über ein elektronisches System abstimmten. Sie stimmte an den ersten drei Abenden ab und macht jeweils 30 % der Wertung aus.

## Teilnehmende Beiträge
In der Hauptkategorie Campioni traten 20 Kandidaten gegeneinander an, von denen alle das Finale erreichten. In der Newcomer-Kategorie Nuove Proposte traten acht Kandidaten gegeneinander an, die am vierten Abend das Finale bestritten.

### Campioni
Die 20 Campioni wurden in der von Claudia Gerini und Federico Russo moderierten Show Sarà Sanremo auf Rai 1 am 15. Dezember 2017 bekanntgegeben.
- Sieger

| Platzierung | Interpret                               | Lied                                  | Autoren                                                                                                   |
| ----------- | --------------------------------------- | ------------------------------------- | --- |
| 1           | Ermal Meta und Fabrizio Moro            | Non mi avete fatto niente             | Ermal Meta, Fabrizio Moro, Andrea Febo                                                                    |
| 2           | Lo Stato Sociale A                      | Una vita in vacanza                   | Lodovico Guenzi, Alberto Cazzola, Francesco Draicchio, Matteo Romagnoli, Alberto Guidetti, Enrico Roberto |
| 3           | Annalisa                                | Il mondo prima di te                  | Alessandro Raina, Davide Simonetta, Annalisa Scarrone                                                     |
| 4           | Ron                                     | Almeno pensami                        | Lucio Dalla                                                                                               |
| 5           | Ornella Vanoni mit Bungaro und Pacifico | Imparare ad amarsi                    | Bungaro, Pacifico, Cesare Chiodo, Antonio Fresa                                                           |
| 6           | Max Gazzè                               | La leggenda di Cristalda e Pizzomunno | Francesco Gazzè, Max Gazzè, Francesco De Benedittis                                                       |
| 7           | Luca Barbarossa                         | Passame er sale                       | Luca Barbarossa                                                                                           |
| 8           | Diodato und Roy Paci                    | Adesso                                | Antonio Diodato, Marco Gollini                                                                            |
| 9           | The Kolors                              | Frida (mai, mai, mai)                 | Davide Petrella, Dario Faini, Alessandro Raina, Stash Fiordispino                                         |
| 10          | Giovanni Caccamo                        | Eterno                                | Cheope, Giovanni Caccamo                                                                                  |
| 11          | Le Vibrazioni                           | Così sbagliato                        | Francesco Sarcina, Andrea Bonomo, Luca Chiaravalli, Davide Simonetta                                      |
| 12          | Enzo Avitabile mit Peppe Servillo       | Il coraggio di ogni giorno            | Pacifico, Enzo Avitabile, Peppe Servillo                                                                  |
| 13          | Renzo Rubino                            | Custodire                             | Renzo Rubino                                                                                              |
| 14          | Noemi                                   | Non smettere mai di cercarmi          | Diego Calvetti, Massimiliano Pelan, Noemi, Fabio De Martino                                               |
| 15          | Red Canzian                             | Ognuno ha il suo racconto             | Red Canzian, Miki Porru                                                                                   |
| 16          | Decibel                                 | Lettera dal duca                      | Silvio Capeccia, Enrico Ruggeri, Fulvio Muzio                                                             |
| 17          | Nina Zilli                              | Senza appartenere                     | Giordana Angi, Antonio Iammarino                                                                          |
| 18          | Roby Facchinetti und Riccardo Fogli     | Il segreto del tempo                  | Pacifico, Roby Facchinetti                                                                                |
| 19          | Mario Biondi                            | Rivederti                             | Mario Biondi, Giuseppe Furnari, Dario Fisicaro                                                            |
| 20          | Elio e le Storie Tese                   | Arrivedorci                           | Sergio Conforti, Elio, Davide Civaschi, Nicola Fasani                                                     |

### Nuove Proposte
Während der Show Sarà Sanremo wählte die Musikjury, bestehend aus Ambra Angiolini, Francesco Facchinetti, Irene Grandi, Piero Pelù und Gabriele Salvatores, sechs Kandidaten aus 16 für die Newcomer-Kategorie aus. Weitere zwei (Leonardo Monteiro und Alice Caioli) wurden in der Vorentscheidung Area Sanremo ermittelt.
- Sieger

| Platzierung | Interpret         | Lied                      | Autoren                                                                                     |
| ----------- | ----------------- | ------------------------- | ------------------------------------------------------------------------------------------- |
| 1           | Ultimo            | Il ballo delle incertezze | Niccolò Moriconi                                                                            |
| 2           | Mirkoeilcane      | Stiamo tutti bene         | Mirkoeilcane                                                                                |
| 3           | Mudimbi           | Il mago                   | Andrea Bonomo, Mudimbi, Alessandro Bavo, Pietro Milano, Federico Vaccari, Marco Zangirolami |
| 4           | Lorenzo Baglioni  | Il congiuntivo            | Lorenzo Baglioni, Lorenzo Piscopo, Michele Baglioni                                         |
| 5           | Alice Caioli      | Specchi rotti             | Alice Caioli, P. Muscolino                                                                  |
| 6           | Eva               | Cosa ti salverà           | Antonio Di Martino, Antonio Filippelli                                                      |
| 7           | Giulia Casieri    | Come stai                 | Andrea Ravasio, Giulia Casieri                                                              |
| 8           | Leonardo Monteiro | Bianca                    | Marco Ciappelli, Vladi Tosetto                                                              |

## Preise

### KategorieCampioni
- Sieger: Ermal Meta und Fabrizio Moro – Non mi avete fatto niente
- Kritikerpreis „Mia Martini“: Ron – Almeno pensami
- Premio Sala Stampa Radio Tv „Lucio Dalla“: Lo Stato Sociale – Una vita in vacanza
- Preis für das beste Arrangement „Giancarlo Bigazzi“: Max Gazzè – La leggenda di Cristalda e Pizzomunno
- Preis für die beste Interpretation „Sergio Endrigo“: Ornella Vanoni mit Bungaro und Pacifico – Imparare ad amarsi
- Premio Lunezia für den besten Text: Luca Barbarossa – Passame er sale
- Premio TIM music: Ermal Meta und Fabrizio Moro – Non mi avete fatto niente

### KategorieNuove Proposte
- Sieger: Ultimo – Il ballo delle incertezze
- Kritikerpreis „Mia Martini“: Mirkoeilcane – Stiamo tutti bene
- Premio Sala Stampa Radio Tv „Lucio Dalla“: Alice Caioli – Specchi rotti
- Preis für den besten Text „Sergio Bardotti“: Mirkoeilcane – Stiamo tutti bene
- Premio Lunezia für den besten Text: Ultimo – Il ballo delle incertezze

### Lebenswerk
- Premio Città di Sanremo: Milva

## Abende

### Erster Abend
Am Eröffnungsabend präsentierten alle 20 Campioni ihr Lied. Die Abstimmung wurde von Fernsehpublikum, demoskopischer Jury und Presseraum bestimmt. Zum Schluss wurde lediglich eine anhand der Abstimmung der demoskopischen Jury erstellte Einteilung der Lieder in drei Gruppen bekannt gegeben, nach hoher, mittlerer und niedriger Platzierung.

#### Auftritte derCampioni
- oberer Bereich
- mittlerer Bereich
- unterer Bereich

| Reihenfolge des Auftritts | Interpret                               | Lied                                  | Abstimmungsergebnisse | Abstimmungsergebnisse     | Abstimmungsergebnisse | Abstimmungsergebnisse |
| Reihenfolge des Auftritts | Interpret                               | Lied                                  | TV-Publikum (40 %)    | demoskopische Jury (30 %) | Presse (30 %)         | Insgesamt             |
| ------------------------- | --------------------------------------- | ------------------------------------- | --------------------- | ------------------------- | --------------------- | --------------------- |
| 1                         | Annalisa                                | Il mondo prima di te                  | 3,83 %                | 3.                        | 9.                    | 4,66 %                |
| 2                         | Ron                                     | Almeno pensami                        | 6,58 %                | 6.                        | 6.                    | 6,272 %               |
| 3                         | The Kolors                              | Frida (mai, mai, mai)                 | 10,60 %               | 9.                        | 10.                   | 6,54 %                |
| 4                         | Max Gazzè                               | La leggenda di Cristalda e Pizzomunno | 4,61 %                | 5.                        | 5.                    | 6,26 %                |
| 5                         | Ornella Vanoni mit Bungaro und Pacifico | Imparare ad amarsi                    | 4,39 %                | 8.                        | 4.                    | 6,268 %               |
| 6                         | Ermal Meta und Fabrizio Moro            | Non mi avete fatto niente             | 21,98 %               | 1.                        | 2.                    | 16,12 %               |
| 7                         | Mario Biondi                            | Rivederti                             | 3,45 %                | 11.                       | 17.                   | 3,19 %                |
| 8                         | Roby Facchinetti und Riccardo Fogli     | Il segreto del tempo                  | 6,77 %                | 18.                       | 19.                   | 3,81 %                |
| 9                         | Lo Stato Sociale                        | Una vita in vacanza                   | 4,27 %                | 2.                        | 1.                    | 9,53 %                |
| 10                        | Noemi                                   | Non smettere mai di cercarmi          | 3,09 %                | 4.                        | 16.                   | 3,86 %                |
| 11                        | Decibel                                 | Lettera dal duca                      | 2,81 %                | 15.                       | 10.                   | 3,10 %                |
| 12                        | Elio e le Storie Tese                   | Arrivedorci                           | 1,72 %                | 12.                       | 18.                   | 2,41 %                |
| 13                        | Giovanni Caccamo                        | Eterno                                | 3,97 %                | 13.                       | 12.                   | 3,71 %                |
| 14                        | Red Canzian                             | Ognuno ha il suo racconto             | 3,53 %                | 20.                       | 13.                   | 2,83 %                |
| 15                        | Luca Barbarossa                         | Passame er sale                       | 4,93 %                | 10.                       | 15.                   | 3,91 %                |
| 16                        | Diodato und Roy Paci                    | Adesso                                | 2,60 %                | 16.                       | 3.                    | 5,08 %                |
| 17                        | Nina Zilli                              | Senza appartenere                     | 1,83 %                | 7.                        | 19.                   | 2,61 %                |
| 18                        | Renzo Rubino                            | Custodire                             | 2,78 %                | 19.                       | 13.                   | 2,56 %                |
| 19                        | Enzo Avitabile und Peppe Servillo       | Il coraggio di ogni giorno            | 4,16 %                | 17.                       | 8.                    | 3,67 %                |
| 20                        | Le Vibrazioni                           | Così sbagliato                        | 2,10 %                | 14.                       | 7.                    | 3,61 %                |

#### Gäste
- Fiorello (Sänger und Entertainer)
- Gianni Morandi und Tommaso Paradiso (Sänger)
- Gabriele Muccino (Regisseur) mit dem Cast des Films Zuhause ist es am schönsten (A casa tutti bene)

### Zweiter Abend
Am zweiten Abend hatten einerseits vier der Nuove Proposte ihren ersten, andererseits zehn der Campioni ihren zweiten Auftritt. In beiden Fällen wurde die Abstimmung wieder von Fernsehpublikum, demoskopischer Jury und Presseraum bestimmt. Nachdem Non mi avete fatto niente von Ermal Meta und Fabrizio Moro nach vermuteten Regelverstößen von der Musikkommission geprüft werden musste, trat Renzo Rubino an ihrer Stelle auf. Zum Schluss wurde eine anhand der Abstimmung des Presseraums erstellte Einteilung der Lieder in drei Gruppen bekannt gegeben, nach hoher, mittlerer und niedriger Platzierung.

#### Auftritte derCampioni
- oberer Bereich
- mittlerer Bereich
- unterer Bereich

| Reihenfolge des Auftritts | Interpret                               | Lied                      | Abstimmungsergebnisse | Abstimmungsergebnisse     | Abstimmungsergebnisse | Abstimmungsergebnisse |
| Reihenfolge des Auftritts | Interpret                               | Lied                      | TV-Publikum (40 %)    | demoskopische Jury (30 %) | Presse (30 %)         | Insgesamt             |
| ------------------------- | --------------------------------------- | ------------------------- | --------------------- | ------------------------- | --------------------- | --------------------- |
| 1                         | Le Vibrazioni                           | Così sbagliato            | 7,71 %                | 6.                        | 5.                    | 8,44 %                |
| 2                         | Nina Zilli                              | Senza appartenere         | 8,88 %                | 2.                        | 8.                    | 8,95 %                |
| 3                         | Diodato und Roy Paci                    | Adesso                    | 9,32 %                | 5.                        | 1.                    | 13,26 %               |
| 4                         | Elio e le Storie Tese                   | Arrivedorci               | 3,66 %                | 8.                        | 10.                   | 4,30 %                |
| 5                         | Ornella Vanoni mit Bungaro und Pacifico | Imparare ad amarsi        | 12,35 %               | 4.                        | 2.                    | 13,94 %               |
| 6                         | Red Canzian                             | Ognuno ha il suo racconto | 9,59 %                | 10.                       | 8.                    | 6,49 %                |
| 7                         | Ron                                     | Almeno pensami            | 14,96 %               | 3.                        | 3.                    | 13,87 %               |
| 8                         | Renzo Rubino                            | Custodire                 | 9,09 %                | 9.                        | 7.                    | 7,29 %                |
| 9                         | Annalisa                                | Il mondo prima di te      | 17,54 %               | 1.                        | 3.                    | 16,10 %               |
| 10                        | Decibel                                 | Lettera dal duca          | 6,90 %                | 7.                        | 6.                    | 7,36 %                |

#### Auftritte derNuove Proposte
| Reihenfolge des Auftritts | Interpret        | Lied              | Abstimmungsergebnisse | Abstimmungsergebnisse     | Abstimmungsergebnisse | Abstimmungsergebnisse |
| Reihenfolge des Auftritts | Interpret        | Lied              | TV-Publikum (40 %)    | demoskopische Jury (30 %) | Presse (30 %)         | Insgesamt             |
| ------------------------- | ---------------- | ----------------- | --------------------- | ------------------------- | --------------------- | --------------------- |
| 1                         | Lorenzo Baglioni | Il congiuntivo    | 49,91 %               | 2.                        | 2.                    | 35,32 %               |
| 2                         | Giulia Casieri   | Come stai         | 8,17 %                | 3.                        | 3.                    | 17,18 %               |
| 3                         | Mirkoeilcane     | Stiamo tutti bene | 25,18 %               | 4.                        | 1.                    | 28,87 %               |
| 4                         | Alice Caioli     | Specchi rotti     | 16,74 %               | 1.                        | 4.                    | 18,63 %               |

#### Gäste
- Il Volo (Gesangstrio)
- Pippo Baudo (Fernsehmoderator)
- Biagio Antonacci (Sänger)
- Sting mit Shaggy (Sänger)
- Franca Leosini (Fernsehmoderatorin)
- Roberto Vecchioni (Sänger)
- Mago Forest (Komiker)

### Dritter Abend
Der Wettbewerb der Nuove Proposte wurde mit den vier verbleibenden Kandidaten fortgesetzt. Die zehn übrigen Campioni hatten ihren zweiten Auftritt; nach unverändertem Abstimmungssystem wurde eine anhand der Abstimmung des Presseraums erstellte Einteilung der Lieder in drei Gruppen bekannt gegeben, nach hoher, mittlerer und niedriger Platzierung.

#### Auftritte derCampioni
- oberer Bereich
- mittlerer Bereich
- unterer Bereich

| Reihenfolge des Auftritts | Interpret                           | Lied                                  | Abstimmungsergebnisse | Abstimmungsergebnisse     | Abstimmungsergebnisse | Abstimmungsergebnisse |
| Reihenfolge des Auftritts | Interpret                           | Lied                                  | TV-Publikum (40 %)    | demoskopische Jury (30 %) | Presse (30 %)         | Insgesamt             |
| ------------------------- | ----------------------------------- | ------------------------------------- | --------------------- | ------------------------- | --------------------- | --------------------- |
| 1                         | Giovanni Caccamo                    | Eterno                                | 4,86 %                | 7.                        | 7.                    | 6,31 %                |
| 2                         | Lo Stato Sociale                    | Una vita in vacanza                   | 7,94 %                | 1.                        | 1.                    | 15,63 %               |
| 3                         | Luca Barbarossa                     | Passame er sale                       | 12,43 %               | 5.                        | 6.                    | 10,21 %               |
| 4                         | Enzo Avitabile und Peppe Servillo   | Il coraggio di ogni giorno            | 6,86 %                | 9.                        | 5.                    | 7,00 %                |
| 5                         | Max Gazzè                           | La leggenda di Cristalda e Pizzomunno | 7,34 %                | 4.                        | 2.                    | 12,08 %               |
| 6                         | Roby Facchinetti und Riccardo Fogli | Il segreto del tempo                  | 5,49 %                | 10.                       | 10.                   | 3,28 %                |
| 7                         | Ermal Meta und Fabrizio Moro        | Non mi avete fatto niente             | 41,18 %               | 2.                        | 3.                    | 25,38 %               |
| 8                         | Noemi                               | Non smettere mai di cercarmi          | 2,98 %                | 3.                        | 8.                    | 7,34 %                |
| 9                         | The Kolors                          | Frida (mai, mai, mai)                 | 8,71 %                | 6.                        | 4.                    | 9,12 %                |
| 10                        | Mario Biondi                        | Rivederti                             | 2,21 %                | 8.                        | 9.                    | 3,65 %                |

#### Auftritte derNuove Proposte
| Reihenfolge des Auftritts | Interpret         | Lied                      | Abstimmungsergebnisse | Abstimmungsergebnisse     | Abstimmungsergebnisse | Abstimmungsergebnisse |
| Reihenfolge des Auftritts | Interpret         | Lied                      | TV-Publikum (40 %)    | demoskopische Jury (30 %) | Presse (30 %)         | Insgesamt             |
| ------------------------- | ----------------- | ------------------------- | --------------------- | ------------------------- | --------------------- | --------------------- |
| 1                         | Mudimbi           | Il mago                   | 32,69 %               | 1.                        | 2.                    | 31,77 %               |
| 2                         | Eva               | Cosa ti salverà           | 11,40 %               | 3.                        | 3.                    | 18,75 %               |
| 3                         | Ultimo            | Il ballo delle incertezze | 48,18 %               | 2.                        | 1.                    | 38,42 %               |
| 4                         | Leonardo Monteiro | Bianca                    | 7,73 %                | 4.                        | 4.                    | 11,06 %               |

#### Gäste
- Virginia Raffaele (Komikerin)
- Negramaro (Band)
- James Taylor und Giorgia (Sänger)
- Gino Paoli und Danilo Rea (Musiker)
- Memo Remigi (Musiker)
- Nino Frassica (Schauspieler)
- Claudio Santamaria und Claudia Pandolfi (Schauspieler)

### Vierter Abend
Die acht Lieder der Nuove Proposte wurden ein letztes Mal vorgestellt; nach erneuter Abstimmung wurde unter Berücksichtigung der beiden vorhergehenden Abende der Newcomer-Sieger ermittelt. Die 20 Campioni traten ein weiteres Mal auf, diesmal begleitet von einem Duettpartner und mit der Möglichkeit, das Arrangement ihres Liedes zu verändern. Die Abstimmungen am vierten Abend ergaben sich zu 50 % aus dem Televoting, zu 30 % aus dem Presseraum und zu 20 % aus der Abstimmung der Expertenjury; die Einteilung der Beiträge (Campioni) in drei Gruppen folgte der Abstimmung der Expertenjury.

#### Auftritte derCampioni
- oberer Bereich
- mittlerer Bereich
- unterer Bereich

| Reihenfolge des Auftritts | Interpret (Duettpartner)                                        | Lied                                  | Abstimmungsergebnis | Abstimmungsergebnis | Abstimmungsergebnis | Abstimmungsergebnis |
| Reihenfolge des Auftritts | Interpret (Duettpartner)                                        | Lied                                  | TV-Publikum (50 %)  | Presse (30 %)       | Expertenjury (20 %) | Insgesamt           |
| ------------------------- | --------------------------------------------------------------- | ------------------------------------- | ------------------- | ------------------- | ------------------- | ------------------- |
| 1                         | Renzo Rubino (Serena Rossi)                                     | Custodire                             | 4,74 %              | 8.                  | 15.                 | 3,94 %              |
| 2                         | Le Vibrazioni (Skin)                                            | Così sbagliato                        | 2,41 %              | 10.                 | 12.                 | 2,97 %              |
| 3                         | Noemi (Paola Turci)                                             | Non smettere mai di cercarmi          | 2,90 %              | 15.                 | 20.                 | 2,05 %              |
| 4                         | Mario Biondi (Ana Carolina und Daniel Jobim)                    | Rivederti                             | 1,62 %              | 20.                 | 15.                 | 0,94 %              |
| 5                         | Annalisa (Michele Bravi)                                        | Il mondo prima di te                  | 11,59 %             | 3.                  | 9.                  | 9,38 %              |
| 6                         | Lo Stato Sociale (Piccolo Coro dell’Antoniano und Paolo Rossi)  | Una vita in vacanza                   | 8,77 %              | 1.                  | 11.                 | 9,34 %              |
| 7                         | Max Gazzè (Rita Marcotulli und Roberto Gatto)                   | La leggenda di Cristalda e Pizzomunno | 5,86 %              | 7.                  | 5.                  | 6,48 %              |
| 8                         | Decibel (Midge Ure)                                             | Lettera dal duca                      | 2,70 %              | 16.                 | 15.                 | 2,02 %              |
| 9                         | Ornella Vanoni mit Bungaro und Pacifico (Alessandro Preziosi)   | Imparare ad amarsi                    | 4,12 %              | 6.                  | 3.                  | 6,61 %              |
| 10                        | Diodato und Roy Paci (Ghemon)                                   | Adesso                                | 2,74 %              | 2.                  | 5.                  | 7,03 %              |
| 11                        | Roby Facchinetti und Riccardo Fogli (Giusy Ferreri)             | Il segreto del tempo                  | 3,01 %              | 19.                 | 15.                 | 1,75 %              |
| 12                        | Enzo Avitabile und Peppe Servillo (Avion Travel und Daby Touré) | Il coraggio di ogni giorno            | 3,50 %              | 13.                 | 10.                 | 3,34 %              |
| 13                        | Ermal Meta und Fabrizio Moro (Simone Cristicchi)                | Non mi avete fatto niente             | 23,71 %             | 4.                  | 2.                  | 17,01 %             |
| 14                        | Giovanni Caccamo (Arisa)                                        | Eterno                                | 2,40 %              | 12.                 | 7.                  | 3,54 %              |
| 15                        | Ron (Alice)                                                     | Almeno pensami                        | 3,58 %              | 5.                  | 1.                  | 7,39 %              |
| 16                        | Red Canzian (Marco Masini)                                      | Ognuno ha il suo racconto             | 2,22 %              | 14.                 | 13.                 | 2,02 %              |
| 17                        | The Kolors (Tullio De Piscopo und Enrico Nigiotti)              | Frida (mai, mai, mai)                 | 6,62 %              | 8.                  | 8.                  | 5,76 %              |
| 18                        | Luca Barbarossa (Anna Foglietta)                                | Passame er sale                       | 5,68 %              | 11.                 | 3.                  | 6,42 %              |
| 19                        | Nina Zilli (Sergio Cammariere)                                  | Senza appartenere                     | 1,24 %              | 17.                 | 13.                 | 1,23 %              |
| 20                        | Elio e le Storie Tese (Neri per Caso)                           | Arrivedorci                           | 0,59 %              | 17.                 | 15.                 | 0,78 %              |

#### Auftritte derNuove Proposte
| Reihenfolge des Auftritts | Interpret         | Lied                      | Abstimmungsergebnis | Abstimmungsergebnis | Abstimmungsergebnis | Abstimmungsergebnis | Abstimmungsergebnis     |
| Reihenfolge des Auftritts | Interpret         | Lied                      | 4. Abend            | 4. Abend            | 4. Abend            | 4. Abend            | Insgesamt (alle Abende) |
| Reihenfolge des Auftritts | Interpret         | Lied                      | TV-Publikum (50 %)  | Presse (30 %)       | Expertenjury (20 %) | Insgesamt           | Insgesamt (alle Abende) |
| ------------------------- | ----------------- | ------------------------- | ------------------- | ------------------- | ------------------- | ------------------- | ----------------------- |
| 1                         | Leonardo Monteiro | Bianca                    | 3,81 %              | 8.                  | 4.                  | 4,67 %              | 4,67 %                  |
| 2                         | Mirkoeilcane      | Stiamo tutti bene         | 24,87 %             | 1.                  | 1.                  | 19,65 %             | 19,65 %                 |
| 3                         | Alice Caioli      | Specchi rotti             | 6,85 %              | 6.                  | 4.                  | 8,08 %              | 8,08 %                  |
| 4                         | Ultimo            | Il ballo delle incertezze | 21,97 %             | 3.                  | 3.                  | 20,59 %             | 20,59 %                 |
| 5                         | Giulia Casieri    | Come stai                 | 4,31 %              | 5.                  | 4.                  | 6,45 %              | 6,45 %                  |
| 6                         | Mudimbi           | Il mago                   | 22,55 %             | 2.                  | 2.                  | 19,22 %             | 19,22 %                 |
| 7                         | Eva               | Cosa ti salverà           | 4,16 %              | 7.                  | 4.                  | 6,77 %              | 6,77 %                  |
| 8                         | Lorenzo Baglioni  | Il congiuntivo            | 11,48 %             | 4.                  | 4.                  | 14,57 %             | 14,57 %                 |

#### Gäste
- Gianna Nannini
- Piero Pelù

### Fünfter Abend
Nachdem die 20 Kandidaten mit ihrem Lied aufgetreten waren, gelangten die drei Kandidaten mit den höchsten Abstimmungsergebnissen (es zählte zu 50 % die Abendwertung, zu 50 % hingegen die bisherige Wertung) in die Endrunde. Erst nach einer erneuten Abstimmungsrunde wurde aus den verbliebenen drei der Sieger ermittelt (immer durch Televoting, Presseraum und Expertenjury).

#### Auftritte derCampioni
| Reihenfolge des Auftritts | Interpret                               | Lied                                  | Abstimmungsergebnisse | Abstimmungsergebnisse | Abstimmungsergebnisse | Abstimmungsergebnisse | Abstimmungsergebnisse   |
| Reihenfolge des Auftritts | Interpret                               | Lied                                  | 5. Abend              | 5. Abend              | 5. Abend              | 5. Abend              | Insgesamt (alle Abende) |
| Reihenfolge des Auftritts | Interpret                               | Lied                                  | TV-Publikum (50 %)    | Presse (30 %)         | Expertenjury (20 %)   | Insgesamt             | Insgesamt (alle Abende) |
| ------------------------- | --------------------------------------- | ------------------------------------- | --------------------- | --------------------- | --------------------- | --------------------- | ----------------------- |
| 1                         | Luca Barbarossa                         | Passame er sale                       | 9,95 %                | 11.                   | 3.                    | 8,20 %                | 6,83 %                  |
| 2                         | Red Canzian                             | Ognuno ha il suo racconto             | 2,07 %                | 16.                   | 13.                   | 1,60 %                | 2,06 %                  |
| 3                         | The Kolors                              | Frida (mai, mai, mai)                 | 8,50 %                | 8.                    | 10.                   | 6,32 %                | 5,99 %                  |
| 4                         | Elio e le Storie Tese                   | Arrivedorci                           | 1,03 %                | 19.                   | 16.                   | 0,74 %                | 1,14 %                  |
| 5                         | Ron                                     | Almeno pensami                        | 4,75 %                | 7.                    | 1.                    | 7,27 %                | 7,13 %                  |
| 6                         | Max Gazzè                               | La leggenda di Cristalda e Pizzomunno | 6,12 %                | 4.                    | 5.                    | 7,55 %                | 6,93 %                  |
| 7                         | Annalisa                                | Il mondo prima di te                  | 10,02 %               | 6.                    | 6.                    | 8,75 %                | 8,31 %                  |
| 8                         | Renzo Rubino                            | Custodire                             | 2,38 %                | 12.                   | 17.                   | 1,87 %                | 2,69 %                  |
| 9                         | Decibel                                 | Lettera al duca                       | 1,74 %                | 15.                   | 17.                   | 1,29 %                | 1,99 %                  |
| 10                        | Ornella Vanoni mit Bungaro und Pacifico | Imparare ad amarsi                    | 4,08 %                | 4.                    | 2.                    | 7,53 %                | 7,07 %                  |
| 11                        | Giovanni Caccamo                        | Eterno                                | 2,48 %                | 13.                   | 11.                   | 2,49 %                | 2,99 %                  |
| 12                        | Lo Stato Sociale                        | Una vita in vacanza                   | 10,15 %               | 1.                    | 8.                    | 11,98 %               | 10,50 %                 |
| 13                        | Roby Facchinetti und Riccardo Fogli     | Il segreto del tempo                  | 2,08 %                | 19.                   | 17.                   | 1,15 %                | 1,70 %                  |
| 14                        | Diodato und Roy Paci                    | Adesso                                | 2,80 %                | 2.                    | 6.                    | 7,12 %                | 6,78 %                  |
| 15                        | Nina Zilli                              | Senza appartenere                     | 1,40 %                | 17.                   | 11.                   | 1,48 %                | 1,94 %                  |
| 16                        | Noemi                                   | Non smettere mai di cercarmi          | 1,60 %                | 14.                   | 17.                   | 1,27 %                | 2,09 %                  |
| 17                        | Ermal Meta und Fabrizio Moro            | Non mi avete fatto niente             | 24,58 %               | 3.                    | 4.                    | 17,41 %               | 16,56 %                 |
| 18                        | Mario Biondi                            | Rivederti                             | 1,00 %                | 17.                   | 9.                    | 1,66 %                | 1,69 %                  |
| 19                        | Le Vibrazioni                           | Così sbagliato                        | 1,52 %                | 8.                    | 13.                   | 2,21 %                | 2,82 %                  |
| 20                        | Enzo Avitabile und Peppe Servillo       | Il coraggio di ogni giorno            | 1,75 %                | 10.                   | 13.                   | 2,11 %                | 2,79 %                  |

| Interpret                    | Lied                      | Abstimmungsergebnisse | Abstimmungsergebnisse | Abstimmungsergebnisse | Abstimmungsergebnisse | Abstimmungsergebnisse   |
| Interpret                    | Lied                      | Finalrunde            | Finalrunde            | Finalrunde            | Finalrunde            | Insgesamt (alle Abende) |
| Interpret                    | Lied                      | TV-Publikum (50 %)    | Presse (30 %)         | Expertenjury (20 %)   | Insgesamt             | Insgesamt (alle Abende) |
| ---------------------------- | ------------------------- | --------------------- | --------------------- | --------------------- | --------------------- | ----------------------- |
| Ermal Meta und Fabrizio Moro | Non mi avete fatto niente | 54,41 %               | 2                     | 2                     | 42,50 %               | 44,66 %                 |
| Lo Stato Sociale             | Una vita in vacanza       | 22,10 %               | 1                     | 3                     | 27,13 %               | 28,40 %                 |
| Annalisa                     | Il mondo prima di te      | 23,49 %               | 3                     | 1                     | 30,37 %               | 26,94 %                 |

#### Gäste
- Laura Pausini
- Antonella Clerici
- Fiorella Mannoia
- Max Pezzali, Nek, Francesco Renga

## Dopofestival
Anschließend an das Festival fand an allen Abenden im Kasino in Sanremo die einstündige Talkshow Dopofestival statt, in der Journalisten und Teilnehmer des Festivals zu Wort kamen. Moderiert wurde die Sendung von Edoardo Leo und Carolina Di Domenico, mit der Beteiligung von Sabrina Impacciatore, Rolando Ravello, Paolo Genovese und Rocco Tanica. Am letzten Abend wurde der Baglioni d’Oro verliehen, ein Sonderpreis für den von den Teilnehmern selbst gewählten besten Beitrag: er ging an Ornella Vanoni, Bungaro und Pacifico für Imparare ad amarsi.

## Einschaltquoten
Italienische Einschaltquoten gemäß Auditel-Erhebungen:
| Ausstrahlung     | Durchschnitt | Durchschnitt |
| Ausstrahlung     | Zuschauer    | Quoten       |
| ---------------- | ------------ | ------------ |
| 6. Februar 2018  | 11.603.000   | 52,10 %      |
| 7. Februar 2018  | 9.687.000    | 47,70 %      |
| 8. Februar 2018  | 10.825.000   | 51,60 %      |
| 9. Februar 2018  | 10.108.000   | 51,10 %      |
| 10. Februar 2018 | 12.125.000   | 58,30 %      |
| Durchschnitt     | 10.869.000   | 52,16 %      |

## Belege
1. ↑  Sanremo 2018, i nomi dei componenti della Giuria degli Esperti: Pino Donaggio presidente. In: Rockol.it. Abgerufen am 4. Februar 2018.
2. 1 2  Alessandro Genovese: Sanremo 2018: Gli autori delle canzoni dei campioni e delle nuove proposte in gara e tutte le partecipazioni. In: AllMusicItalia. 14. Januar 2018, abgerufen am 22. Januar 2018 (italienisch).
3. 1 2 3 4 5 6  Votazioni Sanremo 2018 Artisti Campioni. (PDF) Rai, abgerufen am 11. Februar 2018 (italienisch).
4. ↑  Silvia Morosi: Sanremo 2018, Ermal Meta e Fabrizio Moro sospesi: la protesta sul web. In: Corriere.it. 7. Februar 2018, abgerufen am 7. Februar 2018 (italienisch).
5. 1 2 3  Votazioni artisti Nuove Proposte. (PDF) Rai, abgerufen am 11. Februar 2018 (italienisch).
6. ↑  Stefania Stefanelli: Ascolti TV Martedì 6 febbraio 2018. Parte bene Festival di Sanremo (52.1%). In: DavideMaggio.it. 7. Februar 2018, abgerufen am 7. Februar 2018 (italienisch).
7. ↑  Stefania Stefanelli: Ascolti TV Mercoledì 7 febbraio 2018. La seconda serata del Festival segna il 47.7%. In: DavideMaggio.it. 8. Februar 2018, abgerufen am 8. Februar 2018 (italienisch).
8. ↑  Mattia Buonocore: Ascolti Sanremo 2018: terza serata dell'8 febbraio. Ancora boom per il Festival. In: DavideMaggio.it. 9. Februar 2018, abgerufen am 9. Februar 2018 (italienisch).
9. ↑  Mattia Buonocore: Ascolti Sanremo 2018: quarta serata del 9 febbraio. Nuovo record per il Festival. In: DavideMaggio.it. 10. Februar 2018, abgerufen am 10. Februar 2018 (italienisch).
10. ↑  Stefania Stefanelli: Ascolti Sanremo 2018: finale del 10 febbraio. Baglioni si congeda con 12.125.000 spettatori e il 58.3%. Picco d’ascolto con la Pausini (14.975.524 spettatori), picco di share con la proclamazione dei vincitori (76.57%). In: DavideMaggio.it. 11. Februar 2018, abgerufen am 11. Februar 2018 (italienisch).